# マダガスカルジカッコウ
マダガスカルジカッコウ （学名：Coua delalandei、英名：Snail-eating Coua） は、カッコウ目カッコウ科に属する鳥類。絶滅種。

## 分布
マダガスカル島の北東に位置するサント・マリー島に生息していたが、すでに絶滅した。

## 形態
全長55cm。体色は目の周りが青、翼や頭は紺色、喉や胸、腹は白。

## 生態
カタツムリを好んで食べた。なお、カッコウの習性といえば托卵が想起されるが、本種は托卵はしなかったという。

## 絶滅の経緯
サントマリー島への人間の進出に伴う環境破壊により絶滅したと見られる。標本は13体残っており、最後の標本は1834年に採集されたものである。

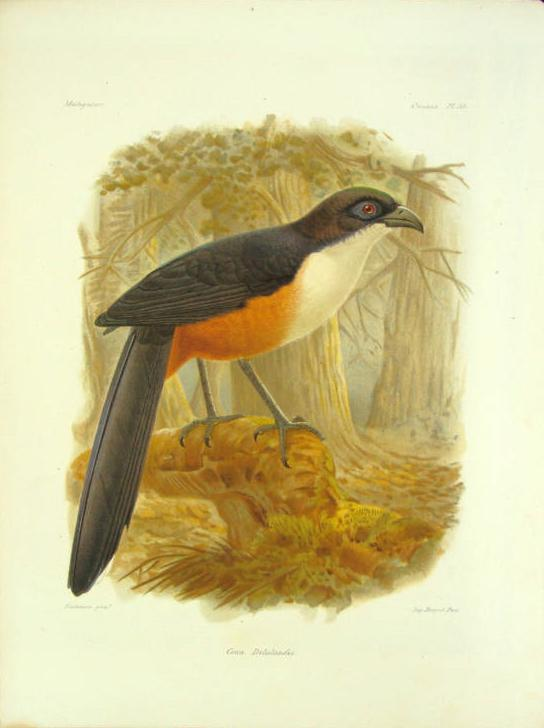